# RTS Première
RTS Première (bis 2024: RTS La 1ère) ist ein französischsprachiges öffentlich-rechtliches Hörfunkprogramm von Radio Télévision Suisse (RTS) und somit auch Teil der SRG SSR. Das Programm von La Première entspricht dem französischen Konzept des «radio généraliste», eines Vollprogramms mit grossem Wortanteil, mit einem Schwerpunkt auf Information, Gesellschaft, Kultur und Musik.
RTS Première gilt als das wichtigste französischsprachige Informationsradio der Schweiz. Es ist über DAB+, Satellit (Hotbird), Kabel, IPTV, Streaming sowie als Podcasts empfangbar. Die Studios befinden sich in Lausanne.
Im Jahr 2024 erreichte RTS Première einen Marktanteil von 28,4 % und verzeichnete damit zwar einen leichten Rückgang gegenüber dem Vorjahr, jedoch bleibt der Sender ein zentraler Bestandteil des medialen Alltags in der Romandie. Gleichzeitig nahm die digitale Nutzung deutlich zu: Die tägliche Zahl der Livestream-Abrufe stieg auf 36'500, während Podcasts durchschnittlich 21'300 Mal pro Tag abgerufen wurden.

## Geschichte

### Entwicklung
Am 26. Oktober 1922 wurde die erste Radiosendung der französischsprachigen Schweiz ausgestrahlt, vom Flugplatz Lausanne aus. Die Einführung des französischen Radios in der Schweiz war somit gesetzt. Der offizielle Start war am 30. September 1922. Im Laufe der folgenden Jahrzehnte wandelte sich das Medium von einem technischen Experiment zu einem prägenden Teil der öffentlichen Kultur.
1931 wurde die Radio Suisse Romande (RSR) gegründet, welche fortan für die Produktion und Ausstrahlung der französischsprachigen Radioprogramme in der Schweiz zuständig war. In den 1950er- und 1960er-Jahren wuchs der Einfluss des Radios trotz zunehmender Konkurrenz durch das Fernsehen weiter an. Ein Beispiel für die kulturelle Bedeutung ist die Sendung «Comme à la radio», die 1968 eine breite Zuhörerschaft erreichte. Rund zur gleichen Zeit entfachte sich eine öffentliche Debatte über das Verhältnis von Fernsehen und Radio.
Seit 1984 existiert der Sender RSR unter dem Namen «Première chaîne de la Radio Suisse Romande». Im Zuge der Fusion von Radio Suisse Romande (RSR) und Télévision Suisse Romande (TSR) im Jahre 2010 wurde die Unternehmenseinheit Radio Télévision Suisse (RTS) gegründet. RTS Première ist Teil dieser neuen Struktur.
Seit 2011 wird der Sender von Ambroise Jolidon geleitet.

### Zahlen
Im Jahr 2024 verzeichnete RTS Première einen Rückgang des Marktanteils von 30,5 % auf 28,4 %. Auch andere Sender von Radio Télévision Suisse wie Couleur 3 und Option Musique waren von diesem Trend betroffen. Die durchschnittliche tägliche Hördauer pro Person sank von 30,4 auf 27,8 Minuten. Die digitale Nutzung wiederum stieg deutlich an: Die vier Radiosender der RTS erzielten 2024 durchschnittlich 36'500 Livestreams pro Tag, was einem Zuwachs von 18,9 % gegenüber dem Vorjahr entspricht. Auch Podcasts wurden zunehmend nachgefragt – mit durchschnittlich 21'300 täglichen Abrufen, was einem Plus von rund 30 % entspricht.
Der kumulierte Marktanteil aller vier RTS-Radiosender (RTS Première, Couleur 3, Option Musique und Espace 2) sank insgesamt von 46,2 % auf 44,7 %. Diese Zahlen zeigen einen Rückgang im klassischen Radiokonsum, weisen jedoch auf einen klaren Trend zur vermehrten digitalen Nutzung hin.

## Programm
RTS Première bietet ein wortlastiges und öffentlich-rechtlich geprägtes Vollprogramm mit einem Fokus auf aktuelle Nachrichten, gesellschaftspolitische Debatten, kulturelle Inhalte und Bildung, Kulturformate und ausgewählte Musik. Dabei legt der Sender besonderen Wert auf Tiefe, Analyse und Kontextualisierung des aktuellen Geschehens. Dazu gehören, neben vielen weiteren, die folgenden Sendungen:
- On en parle: «Versicherungen, Verträge, Konsum, neue Technologien, Dienstleistungen aller Art. ‘On en parle’ bietet Orientierung in allem, was Ihren Alltag betrifft.»[6] Mehr dazu in La presse romande von Alain Clavien: Eine Studie die analysiert, wie französischsprachige Radiosender in der Schweiz (darunter RTS Première) Social Media (v. a. Facebook) zur Hörerbindung und Interaktion nutzen. Als Fallbeispiel dient u. a. die Sendung On en parle.[7]
- En directe de...: «Ein Mikrofon und ein gutes Netzwerk – das ist alles, was die Journalistinnen und Journalisten der RTS brauchen, um jeden Morgen live aus Ihrer Region, aus der Schweiz oder aus der Welt zu berichten – und das aktuelle Geschehen auf neue Weise zu erzählen.»[8]
- Les Dicodeurs: «Treffsichere Formulierungen, Worte, die ein Lächeln hervorrufen, Definitionen, die zum Lachen bringen: Mit Wortspielen, Mehrdeutigkeiten und erfundenen Begriffen dekodieren ‘Les Dicodeurs’ den Alltag mit süßsaurer Ironie und viel Humor. Eine Produktion von Sébastien Corthésy, moderiert von Marie Riley.»[9]

Die Programminhalte richten sich an ein breites Publikum der Romandie und umfassen sowohl tagesaktuelle Formate als auch thematisch vertiefende Sendungen. Neben Nachrichtensendungen und Interviews gehören auch Formate mit Servicethemen, Satire, Reportagen und Radio-Serien zum festen Bestandteil des Programms.
Viele Sendungen sind interaktiv gestaltet und binden das Publikum durch Rückmeldungen, Live-Zuschaltungen oder digitale Beteiligung ein. Zudem werden ausgewählte Inhalte als Podcasts auf verschiedenen Plattformen angeboten, was die Reichweite und Nutzungsflexibilität deutlich erhöht.

## Empfang
RTS Première wird als einziges französischsprachiges Programm nicht nur in der Westschweiz, sondern auch in den anderen Sprachregionen ausgestrahlt. Während der Empfang im Tessin flächendeckend möglich ist, gibt es in der Deutschschweiz derzeit noch wenige Frequenzen. Weite Teile der deutschsprachigen Schweiz erreicht der leistungsstarke Sender auf dem Säntis (99,9 MHz). Auf dieser Frequenz ist RTS Première so auch in grenznahen deutschen und österreichischen Gebieten wie dem Allgäu, Oberschwaben und dem Bodenseeraum sowie Vorarlberg zu empfangen. Flächendeckend ist der Sender in der Schweiz über DAB und weltweit per Internet-Livestream zu hören.

## Senderlogos

Bis 29. Februar 2012
Bis 15. September 2016
Bis 26. August 2024
Aktuelles Logo